# Heilige Drei Könige (Lauf)

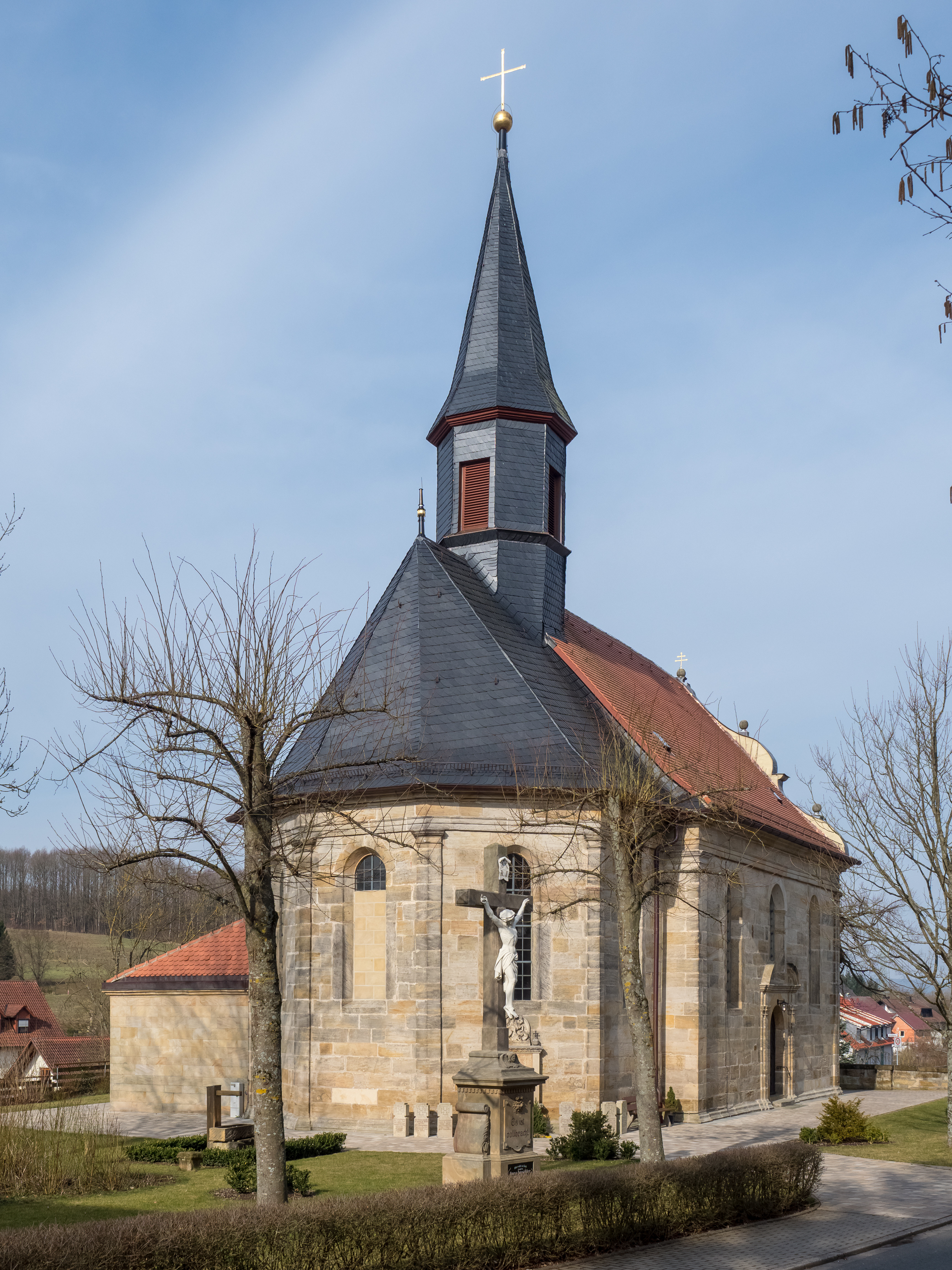
Heilige Drei Könige (Lauf)

Die römisch-katholische Filialkirche Heilige Drei Könige steht in Lauf, einem Gemeindeteil des  Marktes Zapfendorf im oberfränkischen Landkreis Bamberg (Bayern). Das denkmalgeschützte Bauwerk entstand im Jahr 1718. Die Kirche gehört zur Pfarrei Zapfendorf im Seelsorgebereich Main-Itz im Dekanat Bamberg des Erzbistums Bamberg.

## Beschreibung
Die nach Plänen das Bamberger Baumeisters Bonaventura Rauscher aus Quadermauerwerk erbaute barocke Saalkirche wurde am 4. Oktober 1719 geweiht. Sie besteht aus einem mit einem Satteldach bedeckten Langhaus und einem eingezogenen Chor mit dreiseitigem Abschluss im Osten. Aus dem Dach des Chors erhebt sich ein achteckiger, schiefergedeckter, mit einem spitzen Helm bedeckter Dachreiter, der hinter den Klangarkaden den Glockenstuhl beherbergt. Im Westen hat die Fassade einen Schweifgiebel. Im Hochaltar ist die Anbetung der Könige dargestellt. Die Deckenmalerei wurde 1928 von dem Staffelsteiner Künstler Theodor Stengel gefertigt und zeigt Jesus Christus als Pantokrator. Die Rokokoaufbauten der Nebenaltäre stammen aus der zweiten Hälfte des 18. Jahrhunderts und haben Altarfiguren aus der Werkstatt des Bamberger Bildhauers Johann Bernhard Kamm.